# CBE SA
El Commercial Bank of Ethiopia Sports Association (CBE SA), conocido como Ethiopia Nigd Bank, es un equipo de fútbol de Etiopía que juega en la Liga etíope de fútbol, la liga de fútbol más importante del país.

## Historia
Fue fundado en el año 1975 en la capital Addis Abeba con el nombre Ethiopian Banks SC , que se simplificó a Banks SC, el cual nunca ganó el título de liga, ni tampoco el de copa. Su logro más importante fue la Supercopa de Etiopía en el año 2004.
A nivel internacional participó en 2 torneos continentales donde siempre superó la Ronda Preliminar.
Para la Temporada 2010-11, cambiaron el nombre por el de Commercial Bank of Ethiopia Sports Association (CBESA). El club desciende en la temporada 2016/17 y en septiembre de ese año desaparece.
El club es refundado en 2021 en la segunda categoría y regresa a la Liga etiope de fútbol, donde sale campeón en la temporada 2023/24.

## Palmarés
- Liga etiope de fútbol: 1

2023-24
- Supercopa de Etiopía: 1

2004

## Participación en competiciones de la CAF
| Temporada | Torneo                       | Ronda         | Club              | Casa  | Visita | Global |
| --------- | ---------------------------- | ------------- | ----------------- | ----- | ------ | ------ |
| 2005      | Copa Confederación de la CAF | Preliminar    | Chemelil Sugar    | w.o.1 | w.o.1  | w.o.1  |
| 2005      | Copa Confederación de la CAF | Primera ronda | Mokawloon al-Arab | 0-0   | 1-3    | 1-3    |
| 2010      | Copa Confederación de la CAF | Preliminar    | AFC Leopards      | 3-0   | 1-3    | 4-3    |
| 2010      | Copa Confederación de la CAF | Primera ronda | Haras El Hodood   | 1-1   | 0-5    | 1-6    |
| 2024/25   | Liga de Campeones de la CAF  | Primera ronda | Villa SC          | 1-1   | 2-1    | 3-2    |
| 2024/25   | Liga de Campeones de la CAF  | Segunda ronda | Young Africans SC | 0-1   | 0-6    | 0-7    |

1. Chemelil Sugar abandonó el torneo.